# Frank Booth
Frank Booth, né le 4 octobre 1910 à Los Angeles et mort le 1er décembre 1980 à Newport Beach, est un nageur américain.

## Carrière
Frank Booth participe aux Jeux olympiques d'été de 1932 à Los Angeles et remporte la médaille d'argent dans l'épreuve du 4x200m nage libre avec George Fissler, Manuella Kalili et Maiola Kalili.